# Феоктистовка
Феокти́стовка (рос. Феоктистовка) — присілок у складі Асінівського району Томської області, Росія. Входить до складу Большедороховського сільського поселення.

## Населення
Населення — 273 особи (2010; 265 у 2002).
Національний склад (станом на 2002 рік):
- росіяни — 97 %